# Xã Wetmore, Quận McKean, Pennsylvania
Xã Wetmore (tiếng Anh: Wetmore Township) là một xã thuộc quận McKean, tiểu bang Pennsylvania, Hoa Kỳ. Năm 2010, dân số của xã này là 1.650 người.